# BMX XXX
BMX XXX  est un jeu vidéo de simulation de BMX développé par Z-Axis et édité par Acclaim Entertainment. Il sort à partir de 2002 sur GameCube, PlayStation 2 et Xbox. Sa particularité est d'allier l'univers du striptease à celui du BMX.

## Système de jeu
BMX XXX est un jeu de simulation de BMX dont la particularité est d'allier l'univers du striptease à celui du BMX freestyle. Le joueur doit accomplir divers défis afin de débloquer de nouveaux niveaux et pour accéder à des séquences de striptease dans un bar.

## Accueil

### Controverses
Peu après la sortie du jeu, en février 2003, Dave Mirra décide de poursuivre en justice Acclaim Entertainment, l'éditeur du jeu. Mirra affirme que l'éditeur a utilisé son nom et son image contre sa volonté afin de faire la promotion du jeu.
L'humour allusif au sexe et la nudité présentes dans le jeu créent une controverse lors de sa sortie en 2002, à tel point que les détaillants américains Walmart, Toys "R" Us et KB Toys (en) refusent de le proposer dans leurs rayons,. Toute nudité est supprimée des versions nord-américaines sur PlayStation 2 du jeu, ainsi qu'en Australie sur toutes les consoles,.